# Barronopsis arturoi
Barronopsis arturoi är en spindelart som beskrevs av Alayón 1993. Barronopsis arturoi ingår i släktet Barronopsis och familjen trattspindlar.
Artens utbredningsområde är Kuba. Inga underarter finns listade.